# Time to Be Free
Albums de Andre Matos
Mentalize
(2009)
Time to Be Free est le premier album solo du chanteur et pianiste brésilien Andre Matos. Il est rejoint pour cet album par Hugo Mariutti et son frère Luís Mariutti, avec qui il a joué dans le groupe Shaaman.
Le titre de l'album est une double référence : il indique qu'Andre Matos est pour la première fois bénéficiaire d'un contrôle créatif total, mais implique également le concept d'avoir du temps libre.
Toutes les paroles ont été écrites par Andre Matos à l'exception de Separate Ways, qui est un titre bonus sur l'édition japonaise de l'album. Cette chanson, qui est une reprise d'un titre de Journey a été écrite par Jonathan Cain & Steve Perry.

## Liste des morceaux
1. Menuett – 00:48 (Andre Matos)
2. Letting Go – 06:04 (Andre Matos/Pit Passarell/Hugo Mariutti/Luís Mariutti)
3. Rio – 06:00 (Andre Matos/Hugo Mariutti)
4. Remember Why – 05:55 (Andre Matos/Pit Passarell)
5. How Long (Unleashed Away) – 04:50 (Andre Matos/Roy Z/Hugo Mariutti/Andre Hernandes)
6. Looking Back – 04:56 (Andre Matos/Hugo Mariutti)
7. Face The End – 05:12 (Andre Matos/Alberto Rionda)
8. Time To Be Free – 08:33 (Andre Matos/Hugo Mariutti/Luís Mariutti)
9. Rescue – 05:58 (Andre Matos/Hugo Mariutti/Luís Mariutti)
10. A New Moonlight – 08:57 (Andre Matos)
11. Endeavour – 07:02 (Andre Matos/Fábio Ribeiro)
12. Separate Ways (Bonus track sur l'édition japonaise) – 05:17 (Jonathan Cain/Steve Perry)

## Formation
- Andre Matos (chant, piano)
- Andre Hernandes (guitare)
- Hugo Mariutti (guitare)
- Fabio Ribeiro (claviers)
- Luis Mariutti (basse)
- Rafael Rosa (batterie)